# DES-X
Meilleure cryptanalyse
cryptanalyse linéaire et différentielle comme avec DES, attaque par clés apparentées par Adi Shamir et al. ainsi que Bruce Schneier et al.
DES-X ou DESX est un chiffrement par bloc dérivé de DES et proposé par Ronald Rivest en 1984. Il s'agit d'une variante destinée à offrir une plus grande sécurité grâce à une clé de 184 bits au lieu des 56 bits du chiffrement original. Celui-ci pouvait faire l'objet d'une recherche exhaustive par des gouvernements en particulier celui des États-Unis avec la NSA. 
DES-X est basé sur un XOR de 64 bits (K1) provenant de la clé principale K avec le texte en clair et ceci avant d'appliquer DES. Ensuite, on effectue à nouveau un XOR avec 64 autres bits (K2) de la clé principale, et ceci sur le texte chiffré. Plus formellement, le chiffrement se fait comme suit : 
{\displaystyle {\mbox{DES-X}}(M)=K_{2}\oplus {\mbox{DES}}_{K}(M\oplus K_{1})}
La clé a donc une taille effective de 56 + 2 × 64 = 184 bits. Toutefois, l'algorithme est également vulnérable à une cryptanalyse linéaire ou différentielle, la complexité des attaques est cependant plus grande qu'avec le DES original. Le but de DES-X étant surtout de limiter l'attaque par force brute. D'autres attaques ont été publiées comme celle de Bruce Schneier, John Kelsey et David Wagner ou d'Adi Shamir.